# Agrochola subdita
Agrochola subdita är en fjärilsart som beskrevs av W. Warren 1911. Agrochola subdita ingår i släktet Agrochola och familjen nattflyn. Inga underarter finns listade i Catalogue of Life.